# Люка Дебарг
Люка́ Деба́рг (фр. Lucas Debargue; нар. 23 жовтня 1990, Віллер-сюр-Куден, Франція) — французький піаніст, лауреат XV конкурсу Чайковського в Москві, що проходив у 2015 році.

## Біографія
Народився у французькому департаменті Уаза. Батько — фізіотерапевт, мати — медсестра. Перше знайомство з музикою обмежувалося батьківським CD із творами Моцарта й уроками флейти у місцевій школі.
Сам Люка стверджував, що батьки не підтримували його заняття музикою, вважаючи, що майбутнє в першу чергу має бути пов'язане з конкретним заробітком.
Займатися фортепіано Люка почав у школі в Комп'єні після розлучення батьків, коли йому виповнилося 11 років. Закінчивши загальну школу, Люка кинув заняття музикою і поступив на відділення гуманітарних наук Університету Париж VII. Під час навчання він грав на фортепіано лише епізодично, хоча одного разу й дав сольний концерт, виконуючи в тому числі й сонату, написану ним самим. Паралельно з навчанням Люка підробляв у супермаркеті.
2011 року двадцятирічний Люка отримав від батька електронне піаніно та на слух почав підбирати симфонії Моцарта і концерти Баха. Потім брав приватні уроки у різних педагогів.
Ставлення Люки до музики змінилося після виступу на концерті з нагоди Свята музики, організованого мерією Комп'єні. Там, на прохання міста, він грав Токату Сен-Санса, Прелюдію Шопена, Мефісто-вальс Ліста. Після цього концерту Дебаргу запропонували здобути музичну освіту, і він після роздумів погодився.
Здійснивши невдалу спробу вступити до Паризької консерваторії, він вступив до регіональної консерваторії міста Рюей-Мальмезон, де вчився у Рени Шерешевської, учениці професора Московської консерваторії Лева Власенка. Уже наступного, 2012 року він вступив до Паризької консерваторії у клас Жана-Франсуа Ессе та до Нормальної школи музики імені Альфреда Корто, де продовжив працювати з Реною Шерешевською.
Говорячи про Люку, Рена Шерешевська підкреслює його феноменальні здібності, що виражаються, зокрема, в умінні виконувати складні твори зі слуху. Так було, наприклад, зі «Скарбо» (фр. Scarbo) із «Нічного Гаспара» (фр. Gaspard de la nuit) і «Сонатою № 3 ля мінор» С. Прокоф'єва. Вважаючи, що Люка під час виконання творів наче фізично «вплавлюється» в звук, передаючи найтонші нюанси композиторської думки, Рена заборонила йому займатися гамами, побоюючись послаблення такого дару.
Пізніше в творчості Люки Дебарга з'явилися джазові імпровізації, які він виконував у декількох паризьких ансамблях. Також помітне місце отримала російська музика, зокрема твори таких композиторів як Микола Метнер, Микола Рославець, Олександр Скрябін, Сергій Рахманінов, Сергій Прокоф'єв.

## Професійні досягнення
2014 року Люка Дебарг здобув перемогу на IX Міжнародному конкурсі піаністів ім. Аділії Алієвої у французькому місті Гаяр. У грудні 2014 року він узяв участь у V Міжнародному конкурсі піаністів у Мінську, але не пройшов далі першого туру.
2015 року Люка Дебарг на XV Міжнародному конкурсі ім. П. І. Чайковського отримав IV Премію з дипломомом і Приз асоціації музичних критиків Москви, що вручається музикантові, «чиї виступи на конкурсі стали помітним мистецьким явищем і чиї унікальне дарування, творча свобода і краса музичних трактувань справили велике враження на публіку і критику».
У багатьох ЗМІ відмічалося, що до конкурсу П. І. Чайковського Люка не мав досвіду гри з оркестром, натомість на конкурсі це довелося робити двічі — в другому турі з концертом Моцарта, а у фіналі з концертами П. І. Чайковського та Ференца Ліста.